# Крапковицкий повет
Крапковицкий повет (пол. Powiat krapkowicki) — повет (район) в Польше, входит как административная единица в Опольское воеводство. Центр повета — город Крапковице. Занимает площадь 442,35 км². Население — 64 599 человек (на 31 декабря 2015 года).

## Административное деление
| Гмина      | Статус            | Площадь, км² | Население, чел. | Административный центр |
| Вальце     | сельская          | 69,29        | 5550            | Вальце                 |
| Гоголин    | городско-сельская | 100,51       | 12 436          | Гоголин                |
| Здзешовице | городско-сельская | 57,85        | 16 040          | Здзешовице             |
| Крапковице | городско-сельская | 97,44        | 23 148          | Крапковице             |
| Стшелечки  | сельская          | 117,26       | 7425            | Стшелечки              |

## Демография
Население повета дано на 31 декабря 2015 года.
| Перепись            | Всего  | Мужчины | Женщины |
| ------------------- | ------ | ------- | ------- |
| Всего               | 64 599 | 31 262  | 33 337  |
| Городское население | 35 154 | 17 026  | 18 128  |
| Сельское население  | 29 445 | 14 236  | 15 209  |